# Padula (przystanek kolejowy)
Padula (est.: Padula raudteepeatus) – przystanek kolejowy w Saue, w prowincji Harjumaa, w Estonii. Znajduje się na szerokotorowej linii Tallinn – Keila. 15 km od dworca kolejowego w Tallinnie. Obsługiwana jest przez pociągi elektryczne Eesti Liinirongid.

## Linie kolejowe
- Tallinn – Keila